# Fodé Sissoko
Fodé Sissoko (* 9. Oktober 1996 in Bamako) ist ein malischer Sprinter, der sich auf den 200-Meter-Lauf spezialisiert hat und über diese Distanz aktuell Inhaber des Landesrekordes ist.

## Sportliche Laufbahn
Erste internationale Erfahrungen sammelte Fodé Sissoko bei den Afrikameisterschaften 2016 in Durban, bei denen er mit 21,02 s im Halbfinale ausschied. Zwei Jahre später belegte er bei den Afrikameisterschaften in Asaba in 20,72 s den fünften Platz. 2019 startete er über 200 m bei den Weltmeisterschaften in Doha und schied dort mit 21,30 s in der ersten Runde aus. 2021 nahm er dank einer Wildcard an den Olympischen Spielen in Tokio teil und kam auch dort mit 21,00 s nicht über den Vorlauf hinaus. 2023 gewann er bei den Spielen der Frankophonie in Kinshasa in 20,62 s die Silbermedaille über 200 Meter hinter Cheickna Traoré aus der Elfenbeinküste und im Jahr darauf schied er bei den Afrikaspielen in Accra mit 21,36 s im Halbfinale aus. Im Juni kam er dann bei den Afrikameisterschaften in Douala mit 10,63 s und 21,18 s jeweils nicht über den Vorlauf über 100 und 200 Meter hinaus. Daraufhin nahm er erneut an den Olympischen Sommerspielen in Paris teil und schied dort mit 10,66 s in der Vorausscheidungsrunde über 100 Meter aus. 

## Persönliche Bestleistungen
- 100 Meter: 10,46 s (+1,8 m/s), 4. Juni 2024 in Accra
  - 60 Meter (Halle): 6,80 s, 3. Februar 2019 in Liévin
- 200 Meter: 20,52 s (+1,8 m/s), 14. Juli 2018 in Kortrijk (malischer Rekord)
  - 200 Meter (Halle): 20,88 s, 21. Februar 2021 in Miramas (malischer Rekord)
- 400 Meter: 46,28 s, 30. Juni 2018 in Brüssel
  - 400 Meter (Halle): 47,54 s, 26. Januar 2019 in Liévin (malischer Rekord)